# Warburgiella bistrumosa
Warburgiella bistrumosa är en bladmossart som beskrevs av Fleischer 1923. Warburgiella bistrumosa ingår i släktet Warburgiella och familjen Sematophyllaceae. Inga underarter finns listade i Catalogue of Life.